# Колібрі-самоцвіт
Колі́брі-самоцві́т (Lampornis) — рід серпокрильцеподібних птахів родини колібрієвих (Trochilidae). Представники цього роду мешкають в США, Мексиці і Центральній Америці.

## Види
Виділяють вісім видів:
- Колібрі-самоцвіт білогрудий (Lampornis hemileucus)
- Колібрі-самоцвіт синьогорлий (Lampornis clemenciae)
- Колібрі-самоцвіт аметистовологорлий (Lampornis amethystinus)
- Колібрі-самоцвіт зеленогорлий (Lampornis viridipallens)
- Колібрі-самоцвіт зелений (Lampornis sybillae)
- Колібрі-самоцвіт пурпуровогорлий (Lampornis calolaemus)[11]
- Колібрі-самоцвіт сірохвостий (Lampornis cinereicauda)[12]
- Колібрі-самоцвіт білогорлий (Lampornis castaneoventris)

## Етимологія
Наукова назва роду Lampornis походить від сполучення слів дав.-гр. λαμπη — ліхтар, світло і ορνις — птах.